# Список гор Узбекистана
Список гор Узбекистана — это перечень вершин всех горных систем, расположенных в пределах Узбекистана. Площадь горных районов страны равна 96 000 км², что составляет 21,3% от общей территории. В горных регионах Узбекистана проживает более 2 миллионов человек, что составляет около 7% населения государства. 

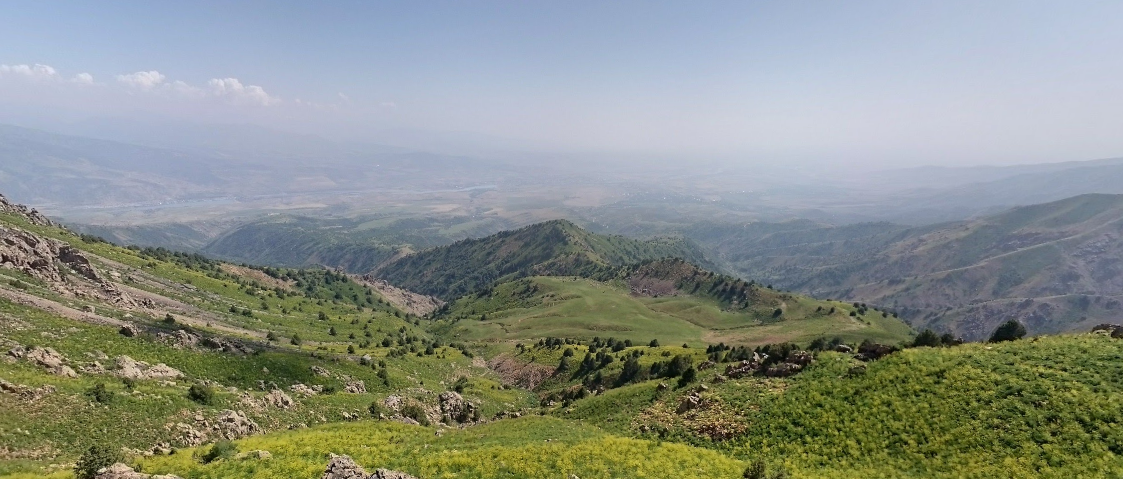
Панорама Гиссарского хребта

## Список вершин
- Гора Аделунга (4301 м)
- Гора Бештор (Бештар) (4299 м)
- Хазрет Султан (4643 м), бывший пик 22-го съезда Коммунистической партии
- Гиссарский хребет
- Пскемский хребет
- Зеравшанский хребет
- Таласский хребет Ала-Тоо
- Чаткальский хребет
- Угамский хребет
- Туркестанский хребет
- Большой Чимган (3 309)

## Примечание
1. ↑  Горы Узбекистана - Западный Тянь-Шань, Гиссаро-Алай, Зерафшанский хребет, Туризм, Климат, Промышленность, Сельское хозяйство / Mountains of Uzbekistan. orient-tracking.com. Дата обращения: 29 июня 2020. Архивировано 9 июля 2020 года.